# George Burns (baseball, 1889)
Pour les articles homonymes, voir George Burns (homonymie) et Burns.
George Joseph Burns (né le 24 novembre 1889 à Utica, New York, mort le 15 août 1966 à Gloversville, New York) est un joueur américain de baseball qui évolue comme voltigeur dans la Ligue majeure de baseball de 1911 à 1925, principalement avec les Giants de New York.
Il est champion voleur de buts de la Ligue nationale en 1914, champion des buts volés dans le baseball majeur en 1919, mène la Ligue nationale à 5 reprises pour les points marqués et les buts-sur-balles et est champion de la Série mondiale de 1921 avec les Giants.

## Carrière
George Burns commence sa carrière comme receveur mais à son entrée dans les Ligues majeures en 1911, son manager John McGraw en fait un voltigeur, un changement justifié par la puissance de ses relais du champ extérieur. C'est surtout au champ gauche que Burns évolue au cours de sa carrière de 15 saisons. Il porte les couleurs des Giants de New York jusqu'en 1921, soit 11 saisons. Il dispute son premier match le 3 octobre 1911.
Utilisé comme premier frappeur par les Giants, George Burns se distingue par sa capacité à atteindre les buts et par la menace qu'il représentait pour ses adversaires une fois qu'il se trouvait sur les sentiers. Sa moyenne de présence sur les buts en carrière est de ,366. Il a marqué 1188 points et frappé 2077 coups sûrs, dont 362 doubles, 108 triples et 41 circuits, en 1853 parties jouées. Sa moyenne au bâton en carrière s'élève à ,287 avec 611 points produits. Il compte aussi un total de 383 buts volés. À deux reprises, il est premier de la Ligue nationale pour les vols de buts : en 1914 avec 62, puis en 1919 avec 40, ce dernier total représentant aussi le plus élevé des deux ligues majeures. Ses 62 buts volés en 1914 représentent toujours (en date de 2013) le record de franchise des Giants de New York (depuis devenus les Giants de San Francisco) pour une seule saison. Avec 334 vols de buts en carrière pour les Giants, il a détenu le record de franchise de 1919 à 1972, avant d'être battu par les 336 de Willie Mays avec le club. 
Burns est en revanche le joueur le plus souvent retiré en tentative de vol en 1913 (35 fois). En 2013, il est au 15e rang de l'histoire des majeures avec 174 retraits en tentative de vol, en parallèle à sa 84e place dans la liste des meilleurs voleurs de buts de tous les temps.
Burns a détenu le record pour le plus grand nombre de vols de marbre, un exploit difficile qu'il a réalisé 28 fois au cours de sa carrière. En date de 2013, il est 3e de l'histoire du baseball pour les vols du marbre, devancé seulement par Ty Cobb (54) et Max Carey (33).
En 5 occasions, Burns mène la Ligue nationale pour les points comptés : avec 100 en 1914, 105 en 1916, 103 en 1917, 86 en 1919 et 115, son record personnel, en 1920. Il est aussi premier de la Ligue nationale en 5 occasions pour les buts-sur-balles soutirés aux lanceurs adverses : 75 buts-sur-balles en 1917, 82 en 1919, 76 en 1920, 80 en 1921 et son record personnel de 101 en 1923. Il soutire 872 buts-sur-balles durant sa carrière, contre 565 retraits sur des prises. Il mène toutefois la Nationale en étant retiré 74 fois sur des prises en 1913, sa première saison complète dans les majeures. Comme premier frappeur de son club, Burns obtenait par la force des choses davantage de passages au bâton. Il a ainsi mené 5 fois l'Nationale, dont une fois toutes les majeures, dans cette catégorie statistique, en plus de mener l'Nationale (et une fois toutes les majeures) pour les présences officielles au bâton, une statistique qui exclut entre autres les buts-sur-balles. En 1919, sa moyenne de présence sur les buts de ,396 est la plus élevée de la Nationale. Sans mener la ligue pour la moyenne au bâton, il élève néanmoins celle-ci au-dessus de ,300 en (,302 en 1917 et ,303 en 1914 et 1919).
Il est considéré à deux reprises pour le titre de joueur par excellence de la saison en Ligue américaine. En 1913, il ne prend que le 24e rang du vote désignant Jake Daubert des Dodgers de Brooklyn comme lauréat mais en 1914 il termine 4e du scrutin qui couronne Johnny Evers des Braves de Boston.
Burns fait partie des Giants de New York qui décrochent trois titres de la Ligue nationale en 1913, 1917 et 1921. Vaincu par les Athletics de Philadelphie puis les White Sox de Chicago, les Giants et Burns sont champions de la Série mondiale en 1921 par 5 victoires contre 3. Après des performances modestes à ses deux premières finales, Burns frappe pour ,333 de moyenne au bâton dans les 8 matchs de la série de 1921, avec 11 coups sûrs dont 4 doubles. Il vole un but pour un total de 3 en carrière dans les Séries mondiales.
Le 6 décembre 1921, les Giants transfèrent Burns, le receveur Mike González et une somme de 150 000 dollars US en échange du joueur de troisième but Heinie Groh. Il passe les trois saisons suivantes avec les Reds de Cincinnati et complète sa carrière en disputant la saison 1925 chez les Phillies de Philadelphie.
Après la fin de sa carrière dans les majeures, il est joueur-manager, dans les ligues mineures : en 1927 et 1928 pour les Grays de Williamsport de la New York - Penn League et en 1929 pour les Ponies de Springfield de l'Eastern League, une ligue disparue en 1932.
George Burns est mort le 15 août 1966 à Gloversville dans l'État de New York, à l'âge de 76 ans. Il repose au cimetière Mount Carmel de Johnstown, New York.